# Pasquale Foggia
Pasquale Foggia (ur. 3 czerwca 1983 w Neapolu) – włoski piłkarz występujący najczęściej pozycji lewego lub ofensywnego pomocnika.

## Kariera klubowa
Pasquale Foggia jako junior występował w juniorskich szkółkach klubów Cral Banco di Napoli, Calcio Padova oraz A.C. Milan, a z ekipą „Rossonerich” w 2000 roku podpisał profesjonalny kontrakt. Na San Siro nie był jednak w stanie wywalczyć sobie nawet miejsca na ławce rezerwowych, więc był wypożyczany do innych drużyn. Pierwszym z tych zespołów było Treviso, dla którego przez cztery lata gry Foggia zaliczył 69 spotkań i zdobył 13 goli. Następnie przeniósł się do Empoli FC, gdzie przez dwa lata zanotował 28 występów. W późniejszym czasie Pasquale reprezentował jeszcze barwy FC Crotone oraz Ascoli Calcio, dla których rozegrał kolejno 15 oraz 34 spotkania.
Latem 2006 roku Foggia został wykupiony przez S.S. Lazio. W ekipie „Biancocelestich” nie mógł jednak liczyć na regularne występy, dlatego też włodarze rzymskiego klubu w zimowym okienku transferowym zdecydowali się na wypożyczenie Włocha do pierwszoligowej Regginy Calcio. Po zakończeniu rozgrywek Foggia ponownie został wypożyczony, tym razem do Cagliari Calcio, dla którego zanotował 33 ligowe występy. Latem 2008 roku włoski pomocnik powrócił do Lazio, gdzie w sezonie 2008/2009 regularnie dostawał szanse gry. Rozegrał 33 mecze w Serie A, z czego 19 w podstawowym składzie i 14 jako rezerwowy. W 2011 roku został wypożyczony do Sampdorii.

## Kariera reprezentacyjna
Foggia ma za sobą występy w młodzieżowych reprezentacjach Włoch, dla których łącznie rozegrał 23 mecze i strzelił 1 gola. Wziął między innymi udział w Mistrzostwach Europy U-21 2006, gdzie razem ze swoim zespołem został wyeliminowany już w rundzie grupowej.
W seniorskiej kadrze Foggia zadebiutował 13 października 2007 w pojedynku z reprezentacją Gruzji za kadencji Roberto Donadoniego. Pierwszego gola zdobył natomiast 6 czerwca 2009 roku podczas towarzyskiego spotkania przeciwko Irlandii Północnej, kiedy to selekcjonerem Włochów był Marcello Lippi.